# Théorie du prototype
En sciences cognitives, la théorie du prototype est un modèle de catégorisation graduelle, dans lequel certains membres de la catégorie sont considérés comme plus représentatifs que d’autres ; par exemple, lorsqu’on demande de fournir un exemple du concept de « meuble », le terme « chaise » est plus fréquemment cité que, disons, « tabouret ».

## Définition
Le terme de prototype a été proposé par Eleanor Rosch en 1973 dans son étude intitulée Natural Categories (Catégories Naturelles). Il a été défini d’abord comme un stimulus, qui prend une « position saillante » dans la formation d’une catégorie parce qu’il est le premier stimulus que l’on associera à cette catégorie. Elle l’a ensuite redéfini comme le « membre le plus central » d’une catégorie, fonctionnant comme un « point de référence cognitif ».
Ce terme n'a donc ici pas le même sens que dans un contexte industriel, où il désigne un objet destiné à valider un concept.
Il faut remarquer que le prototype d'une catégorie constitue une sous-catégorie, et non une instance élémentaire (unique). Ainsi le prototype de « chat » pourrait être « chat de gouttière mâle » par exemple, mais en aucun cas le chat individuel « Félix ».

## Prototype contre CNS
Telle qu’elle a été formulée dans les années 1970 par Eleanor Rosch notamment, la théorie du prototype a constitué une séparation radicale d’avec les CNS (Conditions Nécessaires et Suffisantes) de la logique aristotélicienne, qui a conduit à des approches ensemblistes de la sémantique intensionnelle. Au lieu d’un modèle définitionnel (par exemple un oiseau peut être défini par les traits [+plumes], [+bec] et [+aptitude à voler]), la théorie du prototype considère une catégorie « oiseau » comme fondée sur différents attributs ayant un statut inégal : par exemple un rouge-gorge serait un meilleur prototype d’oiseau que, disons, un manchot. Ceci conduit à une conception graduelle des catégories, qui est un concept central dans de nombreux modèles des sciences cognitives et de la sémantique cognitive, comme dans l’œuvre de George Lakoff (Women, fire and dangerous things, 1987) ou de Ronald Langacker (Cognitive Grammar, vol.1 / 2, 1987/1991).
En lexicologie traditionnelle, le sens lexical relèv[e] de la linguistique alors que les connaissances encyclopédiques ressort[issent] à la pragmatique.
L'approche prototypique permet notamment de considérer des traits tel que plumage blanc pour définir un cygne (même s'il existe des cygnes noirs, ce trait est considéré comme généralement pertinent), ou invariable pour définir un adverbe (alors que dans l'expression : de toutes petites filles, le mot toutes, bien qu'adverbe, est fléchi; le prototype de l'adverbe en français serait de préférence un candidat se terminant par -ment). On parle de propriétés typiques, par opposition aux conditions nécessaires.
Les principaux éléments de comparaison entre les deux théories sont rassemblés dans le tableau ci-dessous, constitué à partir de l’ouvrage de Georges Kleiber . La théorie du prototype a évolué, du fait notamment des pionniers eux-mêmes : voir plus loin Version standard et Version étendue.
|                                       | CNS (Conditions nécessaires et suffisantes) | Prototype (version standard) |
| Structure des catégories horizontales | Homogène : les membres d’une catégorie ont un statut équivalent. Ex : dans la catégorie oiseau, moineau, aigle, autruche, manchot ont le même statut. Les catégories ont des limites nettes, elles sont rigides. | Prototypique : il existe une entité centrale qui représente le « meilleur exemplaire », les autres membres sont de « plus ou moins bons » exemplaires. Ex : aigle et moineau sont « plus oiseau » que manchot ou autruche. Les limites sont floues. |
| Appartenance à une catégorie          | De type vrai/faux : un exemplaire appartient ou n’appartient pas à une catégorie, tout exemplaire est également représentatif. La détermination de l’appartenance est analytique. Les cas marginaux ne sont pas gérés. | Le degré de représentativité d’un exemplaire correspond à son degré d’appartenance à la catégorie. La détermination de l’appartenance est plus globale et s’effectue sur la base du degré de similarité avec le prototype. Les cas marginaux sont pris en compte (ex : chaise à 3 pieds...)                                                            |
| Partage des propriétés                | Tous les membres d’une catégorie possèdent obligatoirement un même ensemble de propriétés, lequel constitue la condition nécessaire d’appartenance. | Chaque membre d’une catégorie possède au moins une propriété commune avec le prototype. C’est une « ressemblance de famille » qui les regroupe. |
| Choix et nature des propriétés        | Elles sont réduites au strict nécessaire et sont aussi « objectives » que possible (dénotatives, non contingentes). Elles sont choisies pour leur pouvoir contrastif. Elles laissent peu de place à l’anthropomorphisme et à l’interactionnalité entre l’homme et le monde. L’information associée à une catégorie est minimale. | Elles sont plus empiriques, et considérées comme partagées par une communauté linguistique. Elles sont « typiques » et choisies en fonction de la cue validity. Elles peuvent comprendre des traits encyclopédiques ou connotatifs. Elles tiennent compte de l’interactionnalité homme / monde. L’information associée à une catégorie est plus dense. |
| Statut des propriétés                 | Les propriétés sont indépendantes l’une de l’autre et considérées comme d’importance équivalente. | Les propriétés peuvent être considérés plus globalement (corrélats, clusters, gestalt). Certaines peuvent être considérées comme plus importantes que d’autres (gradation). |
| Dimension verticale                   | Les niveaux verticaux (hiérarchie) sont considérés comme a priori équivalents (toutefois Aristote distingue entre genre et espèce). | Il existe une notion de « niveau de base » (le plus informatif). Ex : chien est un niveau de base par rapport à animal et à épagneul. |

Note : Il existe une analogie entre un prototype et un élément de la zone centrale d'un centroïde dans un réseau de Kohonen ou d'un centre de gravité dans la méthode des nuées dynamiques.

## Tests de catégorisation cognitive
La notion de prototype émerge notamment d'enquêtes auprès de membres d'une même communauté linguistique. Elle est donc plus socio-psychologique et statistique que liée à l'expertise. Kleiber note qu'il s'agit en fait davantage, non de ce que chaque sujet sait (ou croit savoir), mais des connaissances que les sujets estiment partager avec les autres membres de la communauté.
Dans son article de 1975, Représentation cognitive des catégories sémantiques, Eleanor Rosch a demandé à 200 étudiants américains d’indiquer, en utilisant une échelle de 1 à 7, dans quelle mesure ils considéraient que les objets suivants étaient de bons exemples de la catégorie des meubles. Voici un extrait du classement résultant :
- 1 chaise
- 1 canapé
- 3 divan
- 3 table
- 5 fauteuil
- 6 buffet
- 6 rocking chair
- 8 table de salon
- 9 fauteuil à bascule
- 10 « love seat » (sofa à deux places)
- 11 commode
- 12 bureau
- 13 lit
- 22 bibliothèque
- 27 cabinet (meuble à tiroirs)
- 29 banc
- 31 lampe
- 32 tabouret
- 35 piano
- 41 miroir
- 42 téléviseur
- 44 étagère
- 45 tapis
- 46 oreiller
- 47 corbeille à papier
- 49 machine à coudre
- 50 cuisinière
- 54 réfrigérateur
- 60 téléphone

Si l’on peut avoir un avis différent sur cette liste pour des raisons de spécificités culturelles, le point important est qu’une telle catégorisation graduelle a de bonnes chances d’exister dans toutes les cultures. Une preuve supplémentaire que certains éléments d’une catégorie sont privilégiés par rapport à d’autres a été apportée par des expériences tenant compte des facteurs suivants :
1. Temps de réponse. Les questions impliquant des membres prototypiques (par exemple un rouge-gorge est un oiseau) ont provoqué des réponses plus rapides que pour les membres non prototypiques.
2. Amorçage. Lorsqu’ils étaient pré-conditionnés par la catégorie de niveau supérieur (superordonné), les sujets ont pu identifier plus rapidement deux mots identiques. Ainsi, lorsqu’on introduisait d’abord la catégorie des « meubles », ils détectaient plus rapidement l’équivalence entre deux occurrences du mot « chaise » ou « cuisinière ».
3. Exemplarité. Lorsqu’il était demandé de nommer quelques exemples représentatifs, les objets les plus prototypiques étaient plus fréquemment avancés.

## Domaines d'application
La théorie du prototype intéresse au premier chef les lexicographes et lexicologues, au niveau de la définition ; elle a aussi des implications en intelligence artificielle.
Traditionnellement, le domaine privilégié d'expérimentation des catégorisations est celui des espèces naturelles (animaux, plantes...). Contrairement à la catégorisation aristotélicienne, la théorie du prototype ne présente toutefois pas d’opposition entre les catégories naturelles (chien, oiseau...) et les artefacts (jouets, véhicules...)
À la suite des travaux de Rosch, les effets prototypiques ont été étudiés largement dans des domaines tels que la cognition des couleurs (Brent Berlin et Paul Kay, 1969), et aussi pour des notions plus abstraites. On peut demander à des sujets, par exemple, « dans quelle mesure ce récit est-il un cas de mensonge » [Coleman/Kay:1981]. Des travaux similaires ont été menés sur les actions (verbes comme : regarder, tuer, parler, marcher [Pulman:83]), les adjectifs tels que grand [Dirven/Taylor:88], les prépositions [Vandeloise:86], les démonstratifs [Fillmore:82]. Des cas d'école habituellement traités par les CNS ont également été étudiés sous l'angle du prototype, comme les termes bachelor [Fillmore:75,82] ou mother [Lakoff:86,87].
La notion de prototype s'est enfin introduite dans tous les aspects de la linguistique: phonologie, morphologie, syntaxe, grammaire discursive et linguistique textuelle, ce que [Lakoff:87] résume ainsi:

« Les catégories linguistiques, comme les catégories conceptuelles, présentent des effets prototypiques. De tels effets se voient à chaque niveau du langage, de la phonologie à la morphologie, de la syntaxe au lexique. Je considère de tels effets comme la preuve que les catégories linguistiques ont le même caractère que les catégories conceptuelles. »

## Catégories de base
La théorie du prototype introduit la notion de niveau de base dans la catégorisation cognitive. Ainsi, lorsqu’on leur demande « sur quoi êtes-vous assis ? », la plupart des sujets répondent en utilisant le terme « chaise » de préférence à « chaise de cuisine » ou à un terme superordonné tel que « meuble ».
Le niveau de base serait le niveau d'abstraction où s'équilibreraient deux « principes cognitifs » : « Le premier concerne la fonction des systèmes de catégories et affirme que leur tâche est de fournir le maximum d'information avec le moindre effort cognitif ; le second concerne la structure de l'information ainsi fournie, et affirme que le monde perçu parvient sous forme d'information structurée plutôt que sous la forme d'attributs arbitraires et imprévisibles. »
Les catégories de base sont relativement homogènes en matière d’« actions usuelles dans un contexte » (affordances) : une chaise est associée à l’idée de plier les genoux, un fruit à celle de cueillir et de mettre à la bouche, etc. A un niveau subordonné (par exemple : fauteuil de dentiste, chaise de cuisine, etc.) il est malaisé de trouver des caractéristiques significatives que l’on puisse ajouter à celles du niveau de base ; alors qu’au niveau superordonné, ces ressemblances conceptuelles sont difficiles à repérer. Il est facile de dessiner (ou de se représenter) une chaise, mais « dessiner un meuble » n’est pas évident.
Rosch (1978) définit le niveau de base comme le niveau qui a le plus haut degré de cue validity (en) (probabilité conditionnelle qu’un objet relève d’une catégorie en fonction d’un indicateur donné). Ainsi, une catégorie telle que [animal] peut avoir un membre prototypique, mais pas de représentation visuelle cognitive. En revanche, des sous-catégories de base de [animal], comme [chien], [oiseau], [poisson] possèdent un contenu informationnel dense et peuvent facilement se voir catégoriser en matière de Gestalt et de traits sémantiques.
Il est clair que les modèles sémantiques basés sur des couples attribut-valeur ne permettent pas d’identifier des niveaux privilégiés dans la hiérarchie. D’un point de vue fonctionnel, on peut penser que les catégories correspondant aux niveaux de base constituent une décomposition du monde en catégories possédant la quantité maximale d’information. Ils maximaliseraient donc le nombre d’attributs partagés par les membres, tout en minimalisant le nombre d’attributs partagés avec d’autres catégories.
La notion de niveau de base reste toutefois problématique : tandis que la catégorie de base [chien] correspond à une espèce, celles des oiseaux ou des poissons se situent à un niveau plus élevé. Il s'agit peut-être d'un faux problème dans la mesure où les taxinomies scientifiques ne correspondent pas obligatoirement aux classifications intuitives opérées par le commun des mortels : Anna Wierzbicka mentionne par exemple qu'en nunggubuyu (langue aborigène d'Australie), le terme signifiant oiseau inclut les chauves-souris et les sauterelles. En revanche, la notion de fréquence (d'usage) semble étroitement liée à celle de catégorie de base, mais est difficile à définir exactement.
D’autres problèmes surgissent lorsqu’on applique la notion de prototype à des catégories lexicales autres que celle du nom. Les verbes, par exemple, semblent constituer un défi à une application nette d’un prototype : il est difficile de distinguer dans [courir] des membres plus ou moins centraux.

## Ressemblance de famille

### La «famille des jeux» (Wittgenstein)
La notion de prototype est traditionnellement associée avec la défiance exprimée par Wittgenstein face à la notion traditionnelle de catégorie (même si celui-ci n'a pas utilisé le terme prototype). Cette influente théorie a abouti à une perspective des composants sémantiques en tant que contributeurs possibles plutôt que nécessaires à la signification des textes. Sa discussion de la catégorie des jeux est particulièrement perspicace [réf. nécessaire] et constitue une référence dans le domaine [réf. nécessaire] (Investigations philosophiques 66, 1953) :

« Considérons par exemple les activités que nous appelons « jeux ». J’entends les jeux de table, les jeux de cartes, les jeux de balle, les Jeux olympiques, etc. Qu’ont-ils tous en commun ? Ne dites pas « ils doivent avoir quelque chose en commun, sans quoi on ne les appellerait pas des jeux », mais observez et recherchez s’il existe quelque chose qui leur soit commun à tous. Car si vous les étudiez vous ne leur trouverez pas de point commun, mais des similitudes, des relations, et cela en grand nombre. Je le répète : ne pensez pas, observez ! Regardez par exemple les jeux de table, avec leurs relations diverses. Passez maintenant aux jeux de cartes : vous y trouverez de nombreuses correspondances avec le premier groupe, mais beaucoup de points communs s’effacent, tandis que d’autres apparaissent. Si nous considérons ensuite les jeux de balle, beaucoup de ce qui est commun est conservé, mais beaucoup aussi est perdu. Les jeux sont-ils « amusants » ? Comparez les échecs avec le morpion. Ou bien y a-t-il toujours une notion de gagnant et de perdant, ou de compétition entre joueurs ? Pensez à la réussite (aux cartes). Dans les jeux de balle il y a des gagnants et des perdants ; mais lorsqu’un enfant lance sa balle contre le mur et la rattrape, cette caractéristique a disparu. Regardez les rôles tenus par l’adresse et la chance ; et à  la différence entre l’habileté aux échecs et l’adresse au tennis. Pensez maintenant à des jeux comme Ring a Ring O’Roses ; ici on trouve l’élément « amusement », mais combien d’autres traits caractéristiques ont disparu ! Et nous pouvons parcourir les nombreux autres groupes de jeux de la même manière, en voyant comment les similitudes surgissent et s’effacent. Et le résultat de cet examen, le voici : un réseau complexe de similitudes se chevauchant et s’entrecroisant ; parfois des similitudes globales, parfois des similitudes de détail.
Je ne vois pas de meilleure expression pour caractériser ces similitudes  que celle de ressemblance de famille, car les diverses ressemblances entre les membres d'une famille : la conformation, les traits, la couleur des yeux, la démarche, le tempérament, etc., se chevauchent et s'entrecroisent de la même manière. Et je dirai : les 'jeux' forment une famille. »

### Distance et convexité conceptuelles
Manifestement, la notion de ressemblance de famille appelle une notion de distance conceptuelle, qui est étroitement liée à l’idée d’ensembles graduels, mais cela ne va pas sans problèmes.
Récemment, Peter Gärdenfors (Conceptual Spaces, MIT Press 2000) a élaboré une interprétation possible de la théorie du prototype en termes d’espaces multi-dimensionnels de traits, dans laquelle une catégorie est définie à partir de la distance conceptuelle. Les membres les plus centraux d’une catégorie se trouvent « entre » les membres périphériques. Gardenfors postule que les catégories les plus « naturelles » présentent une convexité de l’espace conceptuel, dans le sens où, si x et y sont des éléments d’une catégorie, et si z est « entre » x et y, alors z a une bonne probabilité d’appartenir également à la catégorie.

### Prototypes multiples
Cependant, si nous reprenons la notion de jeu ci-dessus, existe-t-il un prototype unique ou plusieurs ? Des données linguistiques récentes issues d’études sur les couleurs semblent indiquer que les catégories peuvent avoir plus d’un élément focal : en tsonga par exemple, le terme rihlaza se rapporte à un continuum vert-bleu, mais semble avoir deux prototypes, un bleu focal et un vert focal. Il est donc possible d’avoir des catégories simples possédant des prototypes multiples, disjoints, auquel cas ils pourraient constituer l’intersection de plusieurs ensembles convexes plutôt qu’un ensemble unique.

## Combinaisons de catégories
Tout autour de nous, nous trouvons des exemples d’objets comme un homme grand ou un petit éléphant qui combinent une ou plusieurs catégories. Ceci a constitué un problème pour la sémantique extensionnelle, où la sémantique d’un mot tel que rouge doit être définie par l’ensemble des objets possédant cette propriété. Il est clair que ceci ne s’applique pas aussi bien à des modificateurs tels que petit : une petite souris est quelque chose de très différent d’un petit éléphant.
Le prototype de [grand] est-il un homme de 1,85m ou un gratte-ciel de 120m ? [Dirven and Taylor 1988]. La solution émerge de la contextualisation de la notion de prototype par rapport à l’objet sujet à modification. Dans le cas de composés tels que du vin rouge ou un visage rouge (d’embarras), rouge peut difficilement être assimilé à son sens prototypique, mais indique seulement un glissement sémantique à partir de la couleur prototypique respective du vin ou du visage. Ceci rejoint la notion, introduite par Ferdinand de Saussure, de la définition purement différentielle des concepts : « non pas positivement par leur contenu, mais négativement par leurs rapports avec les autres termes du système »
Il reste d’autres problèmes, par exemple celui de déterminer quelle catégorie constituante contribuera à quel trait sémantique. Dans l’exemple d’un oiseau de compagnie (pet bird) [Hampton 97], de compagnie indique l’habitat applicable au concept composé (une cage plutôt que la nature), alors que oiseau indique le type de protection naturelle (plumage plutôt que pelage).

## Version standard et version étendue
À partir de 1978, et à l'initiative des pionniers eux-mêmes, puis d'autres linguistes, la théorie du prototype a évolué : selon les uns (Lakoff...), il ne s'agit que d'un prolongement, selon d'autres (Kleiber), d'une remise en cause profonde. Kleiber distingue entre version standard et version étendue de la théorie. Il souligne que malgré les changements d'orientation survenus, on continue à se référer le plus souvent à la version standard du prototype, comme si celle-ci était figée.
Selon François Rastier toutefois, « l'extension de la théorie standard est due à des linguistes », qui « avaient besoin de la modifier, pour l'appliquer au lexique, et traiter des problèmes qui n'ont rien de commun avec ceux que pose Rosch ».

### Difficultés de la version standard
- Monde réel et monde perçu 
 E.Rosch a d'abord considéré que le prototype s'appliquait au monde réel, avant de revenir à une notion de monde perçu comme réel.
- Nature du prototype 
 La question fondamentale qui se pose est la suivante : le prototype constitue-t-il une image mentale partagée, à partir de laquelle on peut déduire les propriétés prototypiques, ou plutôt un faisceau abstrait de traits typiques, à partir duquel on pourra juger du degré de prototypicalité de tel ou tel exemplaire (sans qu'il existe obligatoirement un exemplaire prototypique central) ? 
 Ceci rejoint la distinction entre prototype (sous-catégorie référentielle) et stéréotype (concept défini en intension) (Hurford et Heasley:83, Schwarze:85).
- Origine du prototype 
 Il semble que des considérations telles que la familiarité ou la fréquence d'usage entrent bel et bien en compte dans le choix du prototype. La raison de ce choix ne serait donc plus unique, mais multiple.
- Prototypes multiples 
 Comme remarqué plus haut, plusieurs prototypes distincts peuvent se présenter pour une même catégorie. C'est le cas pour les adjectifs de couleur (points focals), mais aussi pour les espèces naturelles (moineau pourrait constituer un prototype de oiseau au même titre que aigle).
- Polysémie 
 Même en écartant les cas d’homonymie, la notion de polysémie n'est pas prise en compte de manière satisfaisante par la version standard.
- Flou des catégories 
 Les catégories étant explicitement définies comme floues, il paraît vain de chercher à leur appliquer les règles de la logique classique, basées sur la distinction vrai / faux. Cependant, une logique adaptée ne semble pas avoir été réellement mise au point.

### Propositions et difficultés de la version étendue
- Evolution générale 
 La version étendue ne conserve essentiellement de la version initiale que les deux hypothèses suivantes [1]:
  - Il existe des effets prototypiques (le prototype devient donc un phénomène de surface)
  - C’est la ressemblance de famille qui rassemble les différents membres d’une catégorie.

Toutefois, elle n’abandonne pas l’idée que les catégories sont floues, ni que leurs membres ont des degrés de représentativité divers.
- Prototypicalité du prototype 
 Il a été suggéré que la notion de prototype était elle-même prototypique, c'est-à-dire qu'il existait des prototypes meilleurs que d'autres selon le domaine considéré (des cas favorables et d'autres moins favorables).
- Typologies de prototypes et modèles cognitifs idéalisés 
 Plusieurs linguistes (Fillmore, Geeraerts, Lakoff...) ont suggéré des typologies des prototypes (ou des modèles cognitifs idéalisés, en américain idealized cognitive models ou ICM), selon la nature des domaines auxquels ils s'appliquent (espèces naturelles, couleurs...) Ces distinctions font cependant intervenir des critères de reconnaissance du prototype qui ne sont plus basés uniquement sur le jugement des locuteurs, puisqu’il faut aussi tenir compte de la sous-catégorie référentielle et de l'emploi, ou usage.
- Ressemblance de famille 
 Dans la version standard, tout exemplaire d'une catégorie devait avoir un trait commun avec le prototype. Si l'on privilégie la ressemblance de famille, tout exemplaire a seulement un trait commun avec un autre exemplaire, sur le modèle: AB BC CD DE... Poussée à l’extrême, cette idée amènerait à conclure que tous les objets du monde appartiennent à une catégorie donnée, et même à toutes les catégories[12].
- Polysémie 
 La version étendue prend en compte la polysémie, en supposant qu’il peut y avoir à la fois pluralité des références et unité intuitive de la signification (merle serait monosémique, et oiseau polysémique). Mais là encore, les critères de détermination de l’appartenance à une catégorie deviennent alors variables et peu clairs.

## Quelques points de vue critiques

### Point de vue de Rastier
Rastier a apporté une vigoureuse et parfois hautaine critique à la théorie du prototype en général (il considère par exemple que « en matière de catégorisation, [la "révolution roschienne"] n'est qu'une variante appauvrie de la conception aristotélicienne »), et en particulier à son applicabilité dans le domaine de la sémantique. Il reproche à Rosch ses conceptions « naïves » et son incapacité à distinguer « les objets, les concepts, les signifiés et les noms ». Il considère notamment que Rosch se base sur trois présupposés erronés (et déjà combattus par Saussure) :
- la structure du lexique est déterminée par la réalité mondaine (= du monde) ;
- les mots sont des étiquettes (labels) sur des concepts ;
- les langues sont des nomenclatures.

Il estime que les expériences effectuées portent sur des catégories « dont le caractère culturel n'est pas pris en compte », et que la plupart d'entre elles portent en fait sur des « mots », « les catégories [étant] tout simplement délimitées par le lexique de l'expérimentateur ».
Il compare les thèses de Rosch avec la théorie classique de l'arbre de Porphyre, qui distinguait cinq prédicaments : le genre, l'espèce, la différence, le propre et l'accident. Selon Rastier, Rosch considère d'une part le genre et l'espèce, d'autre part la différence, qui définit les objets à l'intérieur des espèces ; elle ne traite ni du propre, ni de l'accident, « si bien qu'elle ne précise pas les différences entre les diverses catégories, qu'elles aient rang de genre ou d'espèce ». Ceci serait dû selon lui à la thèse fondamentale de Rosch que les catégories « sont données comme telles à la perception ».

### Point de vue de Reboul et Moeschler
Reboul et Moeschler remarquent ironiquement que la théorie du prototype conduit par exemple à définir l'homme comme un oiseau, puisqu'il a avec lui au moins une propriété en commun (la bipédie) ; ceci en référence à Platon qui avait défini l'homme comme « un bipède sans plumes »). Ils donnent trois explications possibles au choix du moineau comme prototype habituel de la catégorie oiseau :
- la familiarité (c'est un oiseau très commun, plus que le rouge-gorge par exemple)
- ses propriétés, typiques de la catégorie (mais celles-ci seraient définies de façon circulaire)
- sa correspondance avec le stéréotype de la catégorie, explication qu'ils retiennent. Le stéréotype serait « un ensemble de propriétés dont certaines ne sont ni nécessaires, ni suffisantes, mais se rencontrent fréquemment chez les membres de la catégorie » (ici, oiseau). Le moineau, ayant plus de propriétés typiques (il a des plumes, il vole, il pond des œufs, il construit un nid...) de la catégorie oiseau que l'autruche ou le manchot, serait cité de préférence.

Ils suggèrent que le flou habituel des catégories serait en bonne partie dû au fait qu'elles sont maniées par des locuteurs non experts (« mal informés ») du domaine considéré : dès lors, il suffirait de recourir aux experts, et le flou disparaîtrait (ce dont les locuteurs conviendraient, d'ailleurs). Le flou dépendrait aussi de la richesse et de la complexité du concept (degré de certitude).
Ils ne semblent par ailleurs pas distinguer entre propriétés inhérentes à une classe et propriétés perçues comme accidentelles ou constituant une anomalie (tigre à trois pattes, merle albinos).

## Conclusion
La théorie du prototype a suscité un intérêt considérable et constitué pour certains une avancée indéniable en sémantique lexicale. Elle reste d’actualité, malgré les problèmes non résolus qu’elle a soulevés et les versions divergentes auxquelles elle a donné naissance, allant jusqu’à une remise en cause de la notion même de prototype.
Toutefois, la théorie n’a pas vraiment permis jusqu’ici de répondre à la question fondamentale : pourquoi classe-t-on un objet dans telle ou telle catégorie ?